# Neon Indian
Neon Indian est un groupe américain de musique électronique fondé en 2008 à Denton. La musique est composée par Alan Palomo qui est rejoint sur scène par d'autre musiciens lors des concerts. Le groupe a pour origine la chanson Should Have Taken Acid With You qu'Alan écrivit à une amie après un rendez-vous raté durant lequel ils avaient prévu de consommer du LSD. L'amie en question apprécia beaucoup la chanson et encouragea le musicien à continuer la musique sous le pseudonyme Neon Indian

## Discographie
Albums studio